# スリランカ人民戦線
スリランカ人民戦線（スリランカじんみんせんせん、英語: Sri Lanka People's Front, シンハラ語: ශ්‍රී ලංකා පොදුජන පෙරමුණ Śrī Laṃkā Podujana Peramuna、タミル語: இலங்கை பொதுஜன முன்னணி、略称：SLPP）は、スリランカの政党。以前はスリランカ国民戦線（SLNF）、我々のスリランカ自由戦線（OSLFF）という名称で活動していた小規模政党であったが、2016年に現名称に変更して統一人民自由同盟に参加した。日本語では他にスリランカ大衆党と表記されることがある。
2020年時点での党首はマヒンダ・ラージャパクサ。

## 歴史

### スリランカ国民戦線
スリランカ国民戦線（SLNF）は2001年総選挙の際に結成され、22選挙区中15選挙区に候補者を擁立したが、全体で1,000票以下の得票しか集められなかった。2004年総選挙でも候補者を擁立したが、結果は同じであった。2005年大統領選挙にはSLNF党首のウィマル・ジーガナガが立候補したが、全国で1%以下の得票率しか得られなかった。
2010年総選挙でも候補者を擁立したが、得票数は5,313票で1議席も獲得できなかった。ジーガナガは2015年大統領選挙にも出馬したが、19人中最下位の得票数しか集められなかった。

### 我々のスリランカ自由戦線
2015年、SLNFは我々のスリランカ自由戦線（OSLFF）に党名を変更し、シンボルもクリケットのバットから花のつぼみに変更した。

### スリランカ人民戦線
2016年11月、OSLFFはスリランカ人民戦線（SLPP）に党名を再変更し、元外務大臣G・L・ピーリスを会長に指名した。同月5日には党名変更後初の政治集会をキャンディ県で開いた。また、スリランカ自由党結成にも関わった弁護士サーガラ・カリヤワッサムを事務局員に指名した。カリヤワッサムはマヒンダ・ラージャパクサやその兄弟ゴーターバヤ・ラージャパクサの弁護士も務めていた。
2018年10月、元大統領マヒンダ・ラージャパクサに党首就任を正式に依頼することを発表し、ラージャパクサは「党首就任を受け入れる準備はできている」と述べた。
2020年8月に開催された国政選挙では145議席を獲得して大勝した。
2024年9月21日の大統領選挙で人民解放戦線(JVP)党首のアヌラ・クマラ・ディサナヤカが当選し、23日に就任すると翌24日に議会を解散。11月14日の議会総選挙ではディサナヤカ率いる、JVPを含む左派政党連合・国民の力 (NPP)が225議席中、解散前の3議席から議会の3分の2を上回る159議席を獲得する圧勝を収め、それまで最大勢力だったSLPPはわずか3議席と惨敗した。